# Spencer (Tennessee)
Spencer település az Amerikai Egyesült Államok Tennessee államában, Van Buren megyében, melynek megyeszékhelye is. Lakosainak száma 1462 fő (2020. április 1.).

## Népesség
A település népességének változása:

| 2010 | 1 601 |
| 2020 | 1 462 |